# Borderlands (Computerspielreihe)
Borderlands ist eine seit 2009 erscheinende Videospiel-Reihe für PC, Konsolen und Smartphones des US-amerikanischen Entwicklerstudios Gearbox Software und Publishers 2K Games. Die Spiele mit Space-Western- und Science-Fantasy-Setting vereinen die Genres Ego-Shooter und Action-Rollenspiel und sind bekannt für ihren speziellen Humor und charakteristischen Cel-Shading-Grafikstil. Borderlands trug wesentlich zur Popularisierung des Subgenres Loot-Shooter bei. Im August 2024 erschien der auf den Computerspielen basierende Kinofilm Borderlands von Regisseur Eli Roth.
Die Reihe umfasst bislang drei reguläre Teile, mehrere Spin-offs und ein Handyspiel. Borderlands 4 befindet sich in Entwicklung.

## Übersicht
| Spiel                          | Metacritic                                         | Verkaufte Einheiten |
| ------------------------------ | -------------------------------------------------- | ------------------- |
| Borderlands                    | PC: 81/100 PS3: 83/100 X360: 84/100                |                     |
| Borderlands 2                  | PC: 89/100 PS3: 91/100 X360: 89/100 VITA: 64/100   | 20 Mio.             |
| Borderlands Legends            | 52/100                                             |                     |
| Borderlands: The Pre-Sequel    | PC: 75/100 PS3: 77/100 X360: 74/100                |                     |
| Tales from the Borderlands     | PC: 85/100 PS4: 86/100 XONE: 88/100 Switch: 80/100 |                     |
| Borderlands 3                  | PC: 82/100 PS4: 78/100 XONE: 88/100                |                     |
| Tiny Tina’s Wonderlands        | PC: 78/100 PS5: 76/100 XSX: 77/100                 |                     |
| New Tales from the Borderlands | PC: 69/100 PS5: 56/100 XSX: 64/100                 |                     |

| Titel                          | Veröffentlichung | Plattform                                                                        | Entwickler                    | Publisher               | Altersfreigabe       | Anmerkung                                                             |
| ------------------------------ | ---------------- | -------------------------------------------------------------------------------- | ----------------------------- | ----------------------- | -------------------- | --------------------------------------------------------------------- |
| Borderlands                    | Oktober 2009     | Windows, Xbox 360, PlayStation 3, macOS                                          | Gearbox Software              | 2K Games                | USK ab 18 · PEGI 18+ | Deutsche Version geschnitten. Originalfassung bis März 2018 indiziert |
| Borderlands 2                  | September 2012   | Windows, Xbox 360, PlayStation 3, PlayStation Vita, macOS, Linux                 | Gearbox Software              | 2K Games                | USK ab 18 · PEGI 18+ |                                                                       |
| Borderlands Legends            | Oktober 2012     | iOS                                                                              | Gearbox Software              | 2K Games                |                      | Ableger, Strategie                                                    |
| Borderlands: The Pre-Sequel    | Oktober 2014     | Windows, Xbox 360, PlayStation 3, PlayStation Vita, macOS, Linux                 | 2K Australia Gearbox Software | 2K Games                | USK ab 18 · PEGI 18+ | Ableger von Borderlands 2                                             |
| Tales from the Borderlands     | November 2014    | Windows, Xbox 360, PlayStation 3, iOS, PlayStation Vita, Xbox One, PlayStation 4 | Telltale Games                | Telltale Games 2K Games | USK ab 16 · PEGI 18+ | Ableger, Adventure                                                    |
| Borderlands 3                  | September 2019   | Windows, Xbox One, PlayStation 4, macOS, Xbox Series, PlayStation 5, Switch      | Gearbox Software              | 2K Games                | USK ab 18 · PEGI 18+ |                                                                       |
| Tiny Tina’s Wonderlands        | März 2022        | Windows, Xbox One, PlayStation 4, Xbox Series, PlayStation 5                     | Gearbox Software              | 2K Games                | USK ab 16 · PEGI 16+ | Ableger                                                               |
| New Tales from the Borderlands | Oktober 2022     | Windows, Xbox One, PlayStation 4, Xbox Series, PlayStation 5, Switch             | Gearbox Studio Québec         | 2K Games                | USK ab 16 · PEGI 18+ | Ableger, Adventure                                                    |
| Borderlands 4                  | 2025             | Windows, Xbox Series, PlayStation 5                                              | Gearbox Software              | 2K Games                |                      |                                                                       |

### Remaster
| Titel                                 | Veröffentlichung | Plattform                                                            | Portierung                             | Publisher | Anmerkung                                                  |
| ------------------------------------- | ---------------- | -------------------------------------------------------------------- | -------------------------------------- | --------- | ---------------------------------------------------------- |
| Borderlands: The Handsome Collection  | März 2015        | Windows, Xbox One, PlayStation 4, macOS                              | Iron Galaxy Studios Armature Studio    | 2K Games  | Remaster von Borderlands 2 und The Pre-Sequel              |
| Borderlands Game of the Year Enhanced | April 2019       | Windows, Xbox One, PlayStation 4                                     | Blind Squirrel Games                   | 2K Games  | Remaster von Borderlands                                   |
| Borderlands Legendary Collection      | Mai 2020         | Nintendo Switch                                                      | Turn Me Up Games Behaviour Interactive | 2K Games  | Remaster von Borderlands, Borderlands 2 und The Pre-Sequel |
| Borderlands Collection: Pandora’s Box | September 2023   | Windows, Xbox Series, Xbox One, PlayStation 5, PlayStation 4, Switch | Blind Squirrel Games Hangar 13         | 2K Games  | Remaster der Trilogie und Ableger                          |

### Erweiterungen
Für die Hauptreihe erschienen mehrere Story-Erweiterungen als Downloadable Content. 
Borderlands
- 2009: The Zombie Island of Dr. Ned
- 2009: Mad Moxxi’s Underdome Riot
- 2010: The Secret Armory of General Knoxx
- 2010: Claptrap’s New Robot Revolution

Borderlands 2
- 2012: Captain Scarlett and Her Pirate’s Booty
- 2012: Mr. Torgue’s Campaign of Carnage
- 2013: Sir Hammerlock’s Big Game Hunt
- 2013: Tiny Tina’s Assault on Dragon Keep
- 2019: Commander Lilith & the Fight for Sanctuary

Borderlands 3
- 2019: Moxxi’s Heist of the Handsome Jackpot
- 2020: Guns, Love, and Tentacles
- 2020: Bounty of Blood
- 2020: Psycho Krieg and the Fantastic Fustercluck

## Rezeption
Weltweit wurden über 43 Millionen Spiele der Borderlands-Reihe verkauft.